# 阮福寶卓
阮福寶卓（越南语：／；1887年—1940年），越南阮朝宗室、官員。

## 生平
阮福寶卓出身第三正系文朗郡王房，為阮福膺博之子、協和帝阮福洪佚之孫，襲封文朗鄉公。啟定七年（1922年）正月，阮福寶卓被任命為掌衛，充任管領侍衛，常充御前護駕。七月，獲得一面法國榮譽軍團勳章騎士勳位（五項北斗佩星）。啟定九年（1924年）五月，因不盡職降二級留任。
啟定十年（1925年），啟定帝身染重病。寶卓與一些心懷不滿的宗室散播謠言，聲稱皇太子永瑞並非啟定帝的親生子。寶卓潛行前往南圻西貢，打算聯絡報社刊登這類消息。此事經中圻欽使博稽（Pierre Pasquier）向阮廷通報、柴棍廉訪衙核實，但是寶卓堅持不承認此事。阮廷最終判決寶卓斬監候，發堡監配，剝奪全部官職，削去尊籍、爵位，改從母姓叫段卓。寶卓親叔阮福膺準時任廣南按察使，因此事勒令致事，弟弟阮福寶十，因事先知情不報，判處杖徒，一併削去尊籍，改名段十。
寶卓後來得以釋放回家，並於保大八年（1933年）五月，開復尊籍和原爵位，恢復原名寶卓。